# Zorgvliet (Olst)

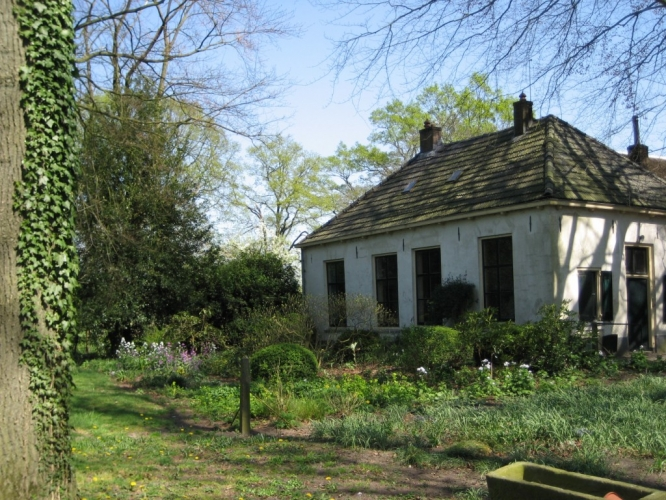
Katerstede Het Slief

Zorgvliet is een landgoed met buitenhuis in buurtschap Eikelhof in de gemeente Olst-Wijhe in de provincie Overijssel. Het complex, waartoe ook een boerenhuis met schuur, een zonnewijzer, een brug en de tuinaanleg behoort, is in 2004 aangewezen als rijksmonument.

## Geschiedenis
In 1751 wordt de katerstede 'Slief' genoemd in een staat van goederen en effecten van de overleden vrouw Johanna Elsabe Schuijlenburgh, weduwe van Jacob Hossius.
Op 16 juni 1792 wordt de naam Zorgvlied genoemd in het Trouwboek der vereenigde kerken van Axel en Zuiddorpe. De bewoonster mevrouw Smith, geboren Reminck, wordt toestemming gevraagd met betrekking tot het voorgenomen huwelijk van haar zoon, de Heer Salomon Smith, met juffrouw Sara van Doeselaar. Ze weigert consent uit hoofde van 'verscheidenheid van staat, minachting doen ongehoorsaamheid en voorsiene zekere armoede.' De kerkenraad ziet hierin echter niet voldoende reden om het huwelijk niet te doen sluiten. In 1807 wordt 'Zorgvliet' in stukken van het schoutambt Olst omschreven als: 'Het erve en goed Sleef of Zorgvliet genaamd liggende ten zuiden van 't Erve 't Nagel en noordwaarts Erve Schuttendal.' Eigenaresse is de weduwe Smith.'
Volgende eigenaren in de 19e eeuw zijn onder andere Jan Jansen Vredenburg, Willem Ankersmit, Martinus van Doorninck, Guillaume van Hoorn en Hendrik Jan Ankersmit. In de 20e eeuw wordt Zorgvliet onder meer bewoond door twee burgemeesters van Olst: Willem baron Bentinck van Schoonheten en A.G.A. ridder van Rappard. Na 1950 vestigt zich de familie Craandijk op het landgoed. In 1983 komt het in handen van de huidige eigenaar.

## Bezittingen
Op het landgoed Zorgvliet bevindt zich naast het hoofdgebouw nog een erve; boerderij 't Slief. Over het landgoed loopt een rechtstreekse onverharde weg van de Boxbergerweg naar de Bevrijdingsweg, de voormalige spoorweg Deventer-Ommen. Dit pad is niet publiek toegankelijk.